# Elim-Gemeinden

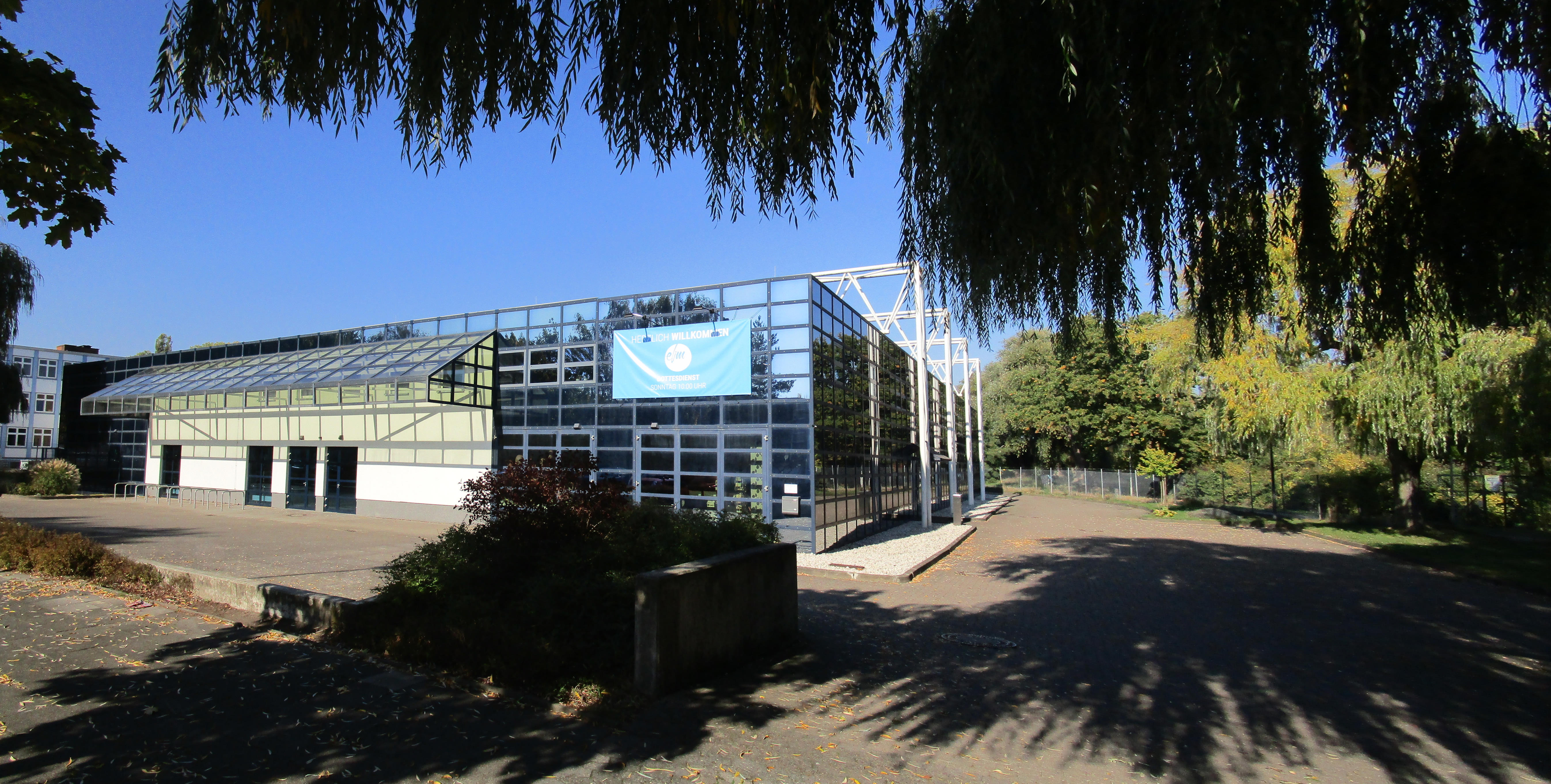
Die Elim-Christengemeinde Hannover hat ein architektonisch interessantes Gemeindezentrum

Elim-Gemeinden sind freikirchlich orientierte Gemeinden. Sie gehören konfessionskundlich zur Pfingstbewegung. Organisatorisch gehört ein Teil der deutschen Elim-Gemeinden zum Bund Evangelisch-Freikirchlicher Gemeinden, die sogenannten Christengemeinden Elim hingegen zum Bund Freikirchlicher Pfingstgemeinden.
Die US-amerikanische Elim Fellowship und die britische Elim Pentecostal Church sind eigenständige Glaubensgemeinschaften, die sich unabhängig von den deutschen Elim-Gemeinden entwickelt haben.

## Ursprünge
Als Gründer der Elim-Bewegung gilt Heinrich Vietheer (1883–1968), dessen ursprüngliche geistliche Heimat der Gnadauer Gemeinschaftsverband (Gemeinschaftsbewegung) und der CVJM war. Hier erlebte er auch seine Bekehrung. Er engagierte sich in der Zeltmission Jakob Vetters, die sowohl von der Waliser Erweckungsbewegung als auch von der Pfingstbewegung beeinflusst war. 1906 ließ er sich in einer taufgesinnten Gemeinde taufen, worauf sich der Gemeinschaftsverband von ihm trennte. Vietheer arbeitete zunächst als freier Evangelist und gründete 1922 die „Zeltmission Berlin-Lichterfelde e. V.“ Aus ihrer Arbeit entstand 1926 in Hamburg die erste „Christengemeinde Elim“. In ihr sammelten sich Gläubige, die aufgrund ihrer charismatischen Erfahrungen oder ihrer pfingstlichen Überzeugungen in anderen Kirchen und Freikirchen abgewiesen worden waren. Diese Gemeinde gilt als Keimzelle der Elim-Bewegung.

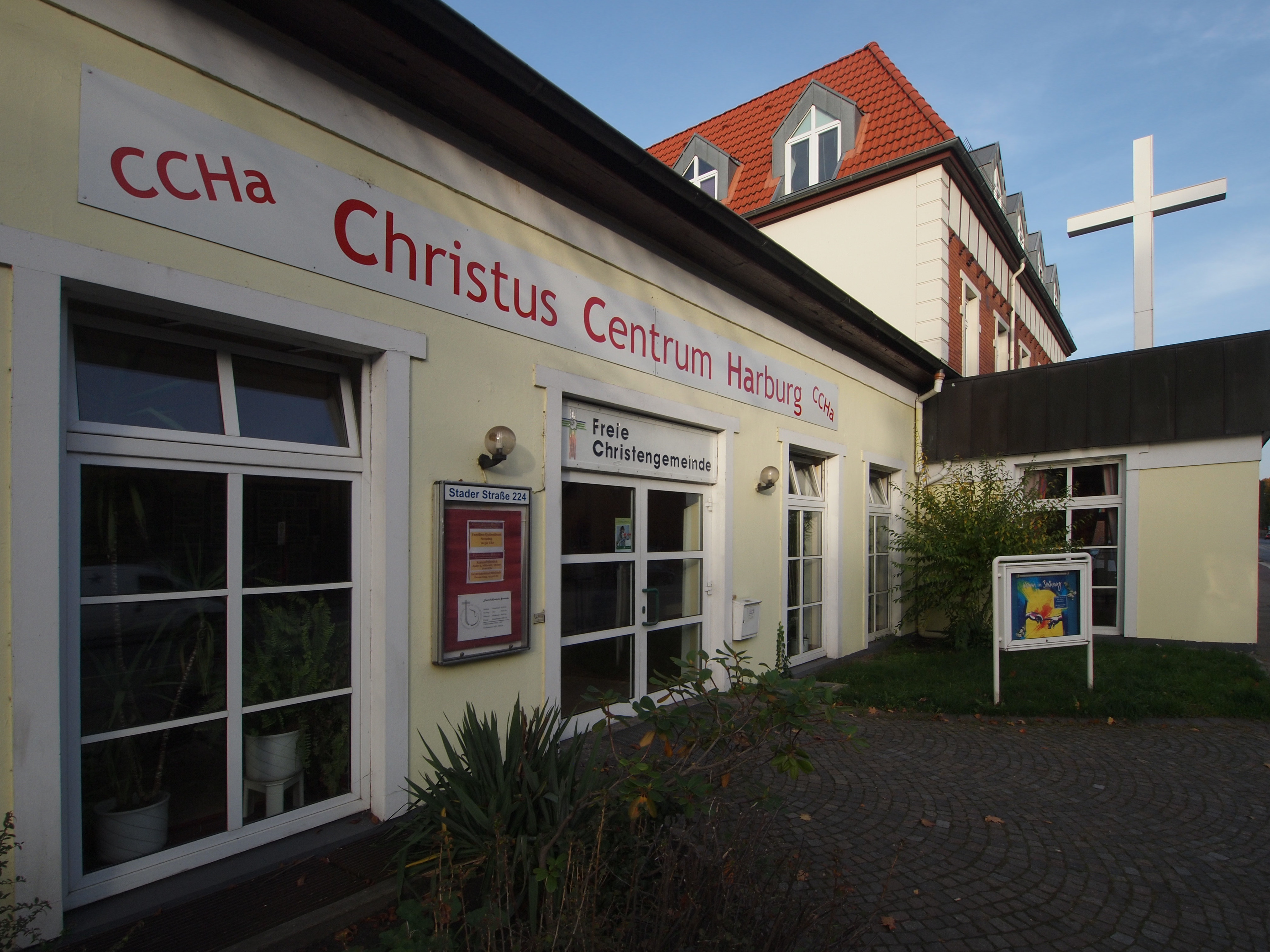
Christus Centrum Harburg, seit 2013 Campus Süd der Elim Hamburg

## Ausbreitung und weitere Entwicklungen
In den zwölf Jahren ihrer selbstständigen Existenz entstanden in Deutschland 42 Gemeinden. Geografische Schwerpunkte waren Norddeutschland, Sachsen, Ostpreußen und Schlesien. Zu Gemeindegründungen im Ausland kam es allerdings nicht. 1938 gehörten 4589 Mitglieder zu den Elim-Gemeinden. Sie wurden von 24 hauptamtlichen Predigern betreut.
1938 schlossen sich 26 Elim-Gemeinden dem Bund der Baptistengemeinden an. Der erste Schritt zu dieser Vereinigung erfolgte im September 1937 auf einer Tagung christlicher Zeitschriftenredakteure in Wittenberg. Hier kam es zu ersten Kontakten zwischen dem baptistischen Bundesdirektor Paul Schmidt und Heinrich Vietheer, die dann in den Folgemonaten – auch unter Druck der Nationalsozialisten – zum Zusammenschluss der beiden Freikirchen führten.
1942 verbanden sich Baptisten und Elim-Gemeinden mit einem Teil der Brüdergemeinden zum Bund Evangelisch-Freikirchlicher Gemeinden in Deutschland.
Nach Ende des „Dritten Reiches“ traten – vor allem in Westdeutschland – eine Reihe von Elim-Gemeinden aus dem Bund Evangelisch-Freikirchlicher Gemeinden aus und wählten als neue geistliche Heimat den neu gegründeten Bund Freikirchlicher Pfingstgemeinden. Daneben existieren auch Elim-Gemeinden, die keinem Dachverband angehören und sich als „Freie Elimgemeinden“ bezeichnen.

## Lehre und Praxis
Eine eigenständige Theologie entwickelte sich in der kurzen Zeit ihrer selbständigen Existenz nicht. Allerdings zeigten sich besondere Merkmale dieser freikirchlichen Bewegung:
- Taufe von Gläubigen, Ablehnung der Kindertaufe
- Betonung der Wirksamkeit des Heiligen Geistes: Im Bekenntnis der Elim-Gemeinden heißt es unter anderem: „Die Elim-Gemeinden sind charismatische Gemeinden (…) Es wird Wert darauf gelegt, dass seitens des Evangeliums nicht nur von der Lösung der Schuldfrage durch Jesus Christus gesprochen wird, sondern auch von der Lösung der Kraftfrage durch Jesus Christus im Heiligen Geist.“
- Gebetsgottesdienste: Die Elim-Gemeinden legen Wert auf Gottesdienste, in denen die neutestamentlichen Geistesgaben praktiziert werden. Dazu gehören vor allem Prophetie und Zungenrede.
- Evangelistische und missionarische Aktivitäten